# Pfundzoll
Der Pfundzoll war eine auf den Warenwert bezogene Abgabe, die Kaufleute für eingeführte oder verkaufte Waren zu errichten hatten. Der Name beruht auf der Maßeinheit Pfund. Auf schwere, nach Zentnern bemessene Handelsware wie Steine oder Kohlen wurde Zentnerzoll erhoben.

## Der Pfundzoll als Steuer
Erstmals nachweisbar ist ein Pfundzoll seit 1310 in Mainz. Er stand ursprünglich dem Erzbischof zu. 1332 überließ ihn Balduin von Trier der Stadt. Seit dem Mittelalter bis ins 18./19. Jahrhundert wurden "Pfundzoll" genannte Abgaben in vielen süddeutsche und Schweizer Städten auf zahlreiche oder sogar alle importierte Waren erhoben. So forderte eine Zürcher Ordnung von 1757 von Verkäufer oder Käufer "von jedem Pfund 2. hlr. das ist von jedem Gulden werth 4. hlr", in eine "verschlossene Büchse" zu legen. Im Zweifelsfall oder bei Fremden musste der Waagmeister die zu errichtende Abgabe bestimmen. Eigene Bürger, Kaufleute bestimmter Gebiete oder Adlige konnten durch Privilegien von der Zahlung des Pfundzolls befreit werden. Auf der anderen Seite konnte der Pfundzoll auch als Gegenleistung für einen Kredit verpfändet werden.
Wie aus dem Beispiel des "neuen Pfundzolls" ersichtlich, den Basel 1451 einführte, kam der Pfundzoll nicht nur bei der Besteuerung der Einfuhr, sondern auch von Vermögen oder Einkommen zur Geltung.

## Der hansische und preußische Pfundzoll

### Geschichte
Der Hanse führte erstmals 1361 einen Pfundzoll zur Finanzierung der kriegerischen Auseinandersetzungen mit Dänemark ein. Die Höhe der Abgaben betrug zwischen 1/360 und 1/240 Bruchteilen des Warenwertes von Schiffsladungen. Anders als in den oben genannten Städten wurde der hansische Pfundzoll jeweils nur wenige Jahre lang als Kriegssteuer erhoben und musste von den Hansetagen bewilligt werden.
Dem Vorbild der Hanse folgend erhoben seit 1389 auch die preußischen Städte einen Pfundzoll von 1/55 des Warenwerts, der ab 1400 vom Deutschordensstaat übernommen wurde und damit eine landesherrliche Abgabe wurde. Seitdem war er ein ständiger Streitpunkt zwischen Staat und Ständen, wurde mehrmals abgeschafft und wieder eingeführt, teilweise mit Zugeständnissen an die Städte, die an den Einnahmen beteiligt werden sollten. 1454 wurde der Pfundzoll von Kasimir IV. Andreas im Deutschordensstaat aufgehoben. Danzig und andere Städte des Herzogtums Preußen erhoben den Pfundzoll nun als städtischen Zoll.